# To já ne
To já ne (v anglickém originále I Didn't Do It) je americký televizní sitcom stanice Disney Channel. Premiérově byl vysílán v USA od 17. ledna 2014 do 16. října 2015 na dětské stanici Disney Channel. Česká premiéra proběhla od 21. června 2014 do 18. června 2016. Za seriálem stojí Tod Himmel a Judd Pillot. V hlavních rolích se objevili Olivia Holt, Austin North, Piper Curde, Peyton Clark a Sarah Gilman.
Dne 3. července 2014 byl seriál prodloužen o druhou řadu.

## Vysílání
| Řada | Díly | Premiéra v USA | Premiéra v USA   | Premiéra v ČR   | Premiéra v ČR   |
| Řada | Díly | První díl      | Poslední díl     | První díl       | Poslední díl    |
| ---- | ---- | -------------- | ---------------- | --------------- | --------------- |
| 1    | 20   | 17. ledna 2014 | 7. prosince 2014 | 21. června 2014 | 21. února 2015  |
| 2    | 19   | 15. února 2015 | 16. října 2015   | 14. června 2015 | 18. června 2016 |